# Shaul Yahalom
Shaul Yahalom (en hebreo שאול יהלום), nació el 27 de septiembre de 1947 en Tel Aviv, político israelí de Mafdal.
Yahalom fue elegido para la décimo-tercera Knéset (asamblea de Israel) en las elecciones de 1992. En 1998, se convirtió en Ministro de transporte. Perdió su escaño en las elecciones de 2006, cuando Mafdal (su partido) fue reducido a tres representantes.